# Scherri (Schiff)
Das Fahrgastschiff Scherri, das 1990 auf der Werft Ertel in Woltersdorf umgebaut wurde, gehört neben der Mocambo von 1872 zu den ältesten noch in Betrieb befindlichen Fahrgastschiffen in der Bundesrepublik Deutschland.

## Geschichte
Das heutige Motorschiff Scherri wurde 1879 als Dampfschiff in der Reiherstiegwerft auf Steinwerder für die Vereinigten Alsterschiffer als sogenannter Alsterdampfer unter dem Namen Reiher gebaut. Es war 20,95 Meter lang und 4,38 Meter breit. Die Dampfmaschine hatte eine Leistung von 50 PS und das Schiff war für 150 Personen zugelassen. Der Dampfer, der später zu einem Glattdecker umgebaut wurde, fuhr unter ständig wechselnden Namen (Reiher, Rhea, Harvestehude, Gothmund, Roland, Saterland) nach seiner Alsterzeit auf den norddeutschen und niedersächsischen Gewässern Trave, Hamme, Weser, Hunte, Jümme, Leda und Ems. 1949 erhielt er einen 100 PS starken Dieselmotor. 1990 kaufte der heutige Schiffsführer das stark vernachlässigte Schiff, das nach einer aufwändigen Werftüberholung 1992 auf dem Schermützelsee als Scherri in Fahrt ging. Das Fahrgastschiff der „Seetours Märkische Schweiz“ bietet Platz für 70 Gäste, ist 20,95 Meter lang, 4,38 Meter breit und hat eine Tragfähigkeit von rund 35 Tonnen.
Auf dem Schermützelsee – dem mit 137 Hektar größten Gewässer im Naturpark Märkische Schweiz – werden ab Strandbad Buckow von Mai bis Oktober Rundfahrten angeboten, die unter anderem am Brecht-Weigel-Haus vorbeiführen.